# 友達がやってるカフェ
友達がやってるカフェ（ともだちがやってるカフェ）は、東京都渋谷区神宮前六丁目にあったカフェ。店員が来客の“友達”であることをコンセプトとしており、俳優・モデル等の経験のある店員が、来客の旧来の友達であるかのように演じ、タメ口で接客する。友達がやってるカフェの接客はSNSサイトで拡散されZ世代に話題になり、2023年に各種トレンドランキングを受賞した。
友達がやってるカフェは、夕方からは酒類を提供する友達がやってるバーとして営業した。サントリーとコラボしたアルコール飲料も全国発売された。
友達がやってるカフェは2023年4月から2024年9月末まで営業した。

## 出店経緯
友達がやってるカフェは、広告・企画制作会社kakeru代表の明円卓（）により、実験店として企画された。

### 代表者経歴
明円は2014年より、大手広告代理店の電通でCMプランナー/コピーライターとして活動ののち、2020年に電通を退職後、 広告・企画制作会社のkakeruを創業。コーヒー屋のフリをしたバー「JANAI COFFEE」や、“やだなー”と思う事象をあつめた「やだなー展」などの企画展を主宰した。明円は広告の仕事をやろうと思って独立したが、自分の好きなモノづくりをしたいと思って、飲食事業と企画展も始めた。

### 店名の由来
「友達がやってるカフェ」の店名は、明円と社員との会話に由来する。明円は開店から半年ほど前の社員旅行中に、社員に「友達がやっているカフェに行ってもいいか」と提案された際、「特別感があってうらやましい」と思い、誰もが「友達がやってるカフェ行かない？」と言える体験ができたら楽しそうだと考えた。

### 開店意図
明円によると、「友達がやってるカフェ」は、客と店員との関係性を最初から「友達」に設定することで、店員とお客さんの目線を等しくしてみたらどんな体験になるだろうかという実験であるとして、スタッフが雑に接するほどに嬉しくなるような不思議な体験を作りたいという。
明円は日本の「お客様文化」に疑問を持ち、飲食業がネットのレビューの評価に左右される背景には、お客さんに対して完璧なサービスをしなくてはいけないというお客様文化があるとした。明円はカフェ開店後のポジティブな反応や雰囲気を楽しい発見であるとして、「お客様は神様文化を破壊したいとか、なくしたいという思いは全然なくて、こういう接客があっていいのではないかと一つの提案として受け取ってもらえればと思います」と語る。

### 求人
2023年2月20日に、役者・芸人・モデル・SNSクリエイター等のエンタメ業界の経験者を対象に求人が公開された。また、4月のプレオープンの反響が大きく、上記の条件に加えバリスタ、バーテンダーなどの経験者が追加で募集された。店員への応募人数は300人を超え、反響は大きかったという。

### 店舗
「新しいことが生まれる街」であることや、オフィスも近く「明るい人ばかりで、気が良い街」であることなどから、原宿エリアが選ばれた。店舗は構想から２週間程度で選ばれた。老若男女、誰からも利用しやすいよう、深緑や白を基調にした空間で、カウンターやテーブルなどには花を装飾する。店舗の内外には特に派手な装飾や変わった部分は無く、清潔感のあるごく一般的な飲食店である。店舗面積は約40平方メートル。席数は18席。

### 開店
友達がやってるカフェは、2023年4月22日に開店した。プレオープンの店舗紹介動画がTwitterやTikTokで累計150万再生と大きな反響があり、4月22日、23日のみ予約制で運営された。

## 店内
1. 店舗入り口、看板の写真
2. 接客の動画
3. 店の外観・内装の写真
4. メニューの写真
5. 提供される料理の写真
6. 客が店員と友達として撮影した写真
7. コラボ商品の缶の外観

### 店員
友達がやってるカフェの従業員は、俳優・モデル・SNSクリエイター、演劇サークル所属者などの演技経験がある人、エンタメ業界で活動している人に限定して募集された。１か月ほど即興演技の練習を積んでいるため、初対面の相手でも違和感なく友達役を演じる。
友達がやってるカフェでは研修やマニュアルは用意せず、「友達のバイト先に行ったときにどうなるか」をシミュレーションし、ロールプレイングを重ねている。従業員は毎日営業後に「こういう時はどういう返答をすればいいのか」など互いにフィードバックをして接客をアップデートをして、同じ接客は一度もないとする。
同カフェで働いた女優の橋口果林によると、採用面接には明円も同席し、飲食経験ではなく演技に対するモチベーションや、どのような女優になりたいのかなど、飲食系の面接とは全然違った内容を聞かれたという。橋口は友達がやってるカフェの接客には普通の飲食とは全く違うスキルが求められるとしており、難しい点として客のテンションに合わせてアドリブで対応しなくてはならない点を挙げた。他方、橋口は演劇ではエチュード（即興劇）を苦手としていたので、友達がやってるカフェでの仕事は演技を磨ける経験になるのではないかと考えたという。
店員のシンガーソングラッパーしあは、明円の求人ツイートを見て応募した。開店当初、同僚達は役者が多く何かしらの芸事をやっているため、緊張したという。来客と友達として接するカフェの接客スタイルについて、最初の1ヶ月くらいは肩肘を張っていたが、閉店時時点ではそのような接客スタイルの方が気楽だと感じるようになったという。

### 接客
友達がやってるカフェは接客方法が特徴的であり、店内に入ると「いらっしゃいませ」ではなく、「お〜久しぶり！！」「来てくれたの！？」と、元々友達であるかのような会話がスタートする。
明円によると、友達として接客する上で重要な点は、100や120％ではなく、80％のテンションでやること。友達とリアルで話す際に毎回全力のテンションで話すことはなく、むしろ、ちょっと気が抜けたラフな状態で話すことがほとんどであるため、少し気が抜けた温度感が親しみやすい空気につながっている。接客のルールの一つに「肩より上に手を上げない」というものがあり、肩より下で手を振ったりするなどして演技する。肩の力が抜けてリラックスした感じが"友達っぽい"という。
客と店員の関係について、どの程度の距離感が心地良いのか、微妙なニュアンスの設定に苦労したという。結果的に、テーマパークのような明るさではなく、自分の友達のバイト先をイメージしたフランクな接客スタイルとした。

### 客
明円は、友達がやってるカフェの面白さは客も演技をしなくてはいけないという部分にあるとしている。店に入った瞬間から初対面のスタッフが昔からの知り合いのように親しげに話しかけてくるので、客側も羞恥心を捨てて友達のようにふるまう演技力が求められる。
エンタメ情報サイトのクランクインの取材によると、本カフェを楽しむ上では“客側も演技をする”ということが大事で、「友達がやっている」という世界観を踏まえて、こちら側も「友達のお店に遊びに来た」気持ちで受け答えをすると、自然と会話が弾むという。基本的に店員主導で会話を進めてくれるため、こちら側は「ちょっと友達ノリでいってみよう」というラフな気持ちで話せばよいという。
店員のしあによると、友達がやってるカフェの来客の反応は良く、店員に対しても友達設定のタメ口で接する客がほとんど。客層は店員より圧倒的な年下から年上まで幅広く、日本全国、ときおり海外からも来客があるという。

## メニュー
客側にも「友達風」に振る舞ってもらう必要があるため、誰もが簡単に体験出来るよう、メニュー名を会話風にしている。クリームソーダは「店員さんの間で一番人気なのってどれ？」、カフェラテは「たしかラテ美味しかったよね？」などと、自然とメニューが読み上げるだけで会話が成立する「セリフ式のメニュー」を採用した。メニューは約30種類をラインアップし、「いつも飲んでるやつ」を頼むと、スタッフがランダムで選んだソフトドリンクが提案される。

## 反響

### SNS
飲食店にとって利用者がSNSに投稿するコンテンツは非常に重要となるが、友達がやってるカフェでは、利用者のSNS投稿に強みがある。同カフェではスタッフ含め店内撮影がOKで、誰でも気軽に店内の様子を発信することができる。開店から数か月でSNS動画は再生回数が累計3000万以上、いいねは150万以上にのぼった。
明円によると、一般的な飲食店では、利用者がSNSに投稿するのは、看板メニューか内装、外装など全部一緒だが、友達がやってるカフェでは、店員の接客がSNSに投稿され、毎回違う接客を提供しているので、毎日新しい投稿が公開される。投稿がコンスタントにバズることで、友達がやってるカフェを新しく知る人が継続的に生まれる。リピーターは重視しておらず、繰り返し同じ人に来店してもらう必要はありません、としている。
友達がやってるカフェは、SNSで第三者が拡散しやすいよう組み立てられている。一例として、友達がやってるカフェの店員の立ち位置は、客のフロアの高さよりも少し高く設計されている。理由は客がドアを開けて入店した瞬間から店員の様子を動画で撮りやすくするため。

### トレンド大賞
友達がやってるカフェを撮影した動画はTikTokを中心に話題が広がり、上半期のトレンドを称える各賞に選ばれるほど短期間でブームを巻き起こした。「TikTok上半期トレンド大賞2023」の「グルメ部門」ノミネート、大手ウェブ広告企業サイバーエージェントの「2023年Z世代ヒットトレンドランキング」場所・イベント部門１位、ファッションビル・ブランドのSHIBUYA109の「2023年トレンド大賞」の体験部門２位、10代～20代女性向けトレンドメディアTrepoの「2023年上半期Z世代トレンドランキング」の「コト・モノ」部門1位など。

### コラボレーション
2024年2月、日本の酒類メーカーのサントリーは、友達がやってるカフェと共同開発したアルコール缶飲料を発売した。若年層にお酒を飲んでもらうきっかけを探っていたサントリーが同年6月に声をかけ商品化につながった。サントリーの担当者によると、若年層向けの商品開発を模索していた時に開発チームで「友達がやってるカフェ/バー」を訪れ感動し、明円卓に商品化をもちかけ共同開発をスタートした。担当者はコミュニケーションが生まれるところに興味を惹かれたという。サントリーが店舗とコラボして商品開発するのは異例のことだが、若手社員の熱い支持に後押しされて実現した。
フレーバーは2種類だが、缶のデザインはそれぞれ2パターンが用意されており、ジン・トニックは『あの田中が一杯目に必ず飲むやつ』『飲んだ瞬間に思わず「え？うまっ」と言うやつ』、サングリアは『スペイン旅行でめっっっちゃ美味かった酒』『飲むと人のことを褒め始めてしまう酒』と大きな文字で記されている。デザインについては、通常は味わいや製法などをアピールするのがセオリーだが、最も大事なのが擬似的な友達体験ということで、友達との会話を目につくようにし、そこからコミュニケーションが生まれることを狙っているという。
あるソムリエブロガーのレビューによると、ジントニックは「やや甘さもあるタイプで、ジンがそこまで主張しすぎないので、カジュアルで飲みやすいです。ライムの柑橘感も爽やかに感じられますね。ジン由来の苦味も控えめな印象で、最後まですっきりと飲めるカジュアルなジントニック」と評し、サングリアも「味わいは甘さもあるタイプ。オレンジ系の柑橘感や甘さが強いですね。香りの印象通り、赤ワインの渋さもほとんど無く全体的にカジュアルで飲みやすい味わい」であるとして、いずれもカジュアルでスタンダードな飲みやすい味であると評している。明円によると、商品の缶には独特のコピーが書かれており味が想像しにくくなる恐れがあったため、Z世代にとって聞いただけでイメージしやすいジントニックとサングリアにしたという。サントリーの担当者は「パッケージが変わっている分、味は認知されているものにした」としている。
コラボ製品のWeb-CMには、俳優の片寄涼太が起用された。同年4月、先行発売の好評を受け、販路を拡大して全国で期間限定新発売した。

### 考察
総合カルチャーサイトのリアルサウンドのライター深森サラは、TikTok映えと、人間関係の気楽さと、気まずい雰囲気にならない気楽さの3点をあげた。

## 閉店
友達がやってるカフェは2024年9月末で閉店した。跡地はkakeruにより、2025年2月に別企画の店舗としてリニューアルオープンを予定。明円は「次のお店も多分世界にまだ無い楽しみな企画」と告知している。

## 所在地
- 東京都渋谷区神宮前6丁目6-2 原宿ベルピア3F[37]